# Abu Dharr Al-Ghifaari
Abu Dharr Al-Ghifaari a fost unul dintre companionii Profetului Mahomed, ascet, transmițător al tradițiilor profetice (Hadith), posibil unul dintre Ajutoarele din Medina. 
Modestia și simplitatea sa erau atât de mari încât sufiții l-au asemănat cu Iisus, cel care S-a lăsat cu totul în voia lui Dumnezeu. Conform tradiției, propovăduia că bogații sau pe cei care aveau și refuzau să ofere în numele lui Dumnezeu vor fi pedepsiți pentru lipsa lor de generozitate. Conform aceleiași tradiții, era atât de pios încât începuse să își facă rugăciunile rituale cu câțiva ani înainte de a se fi întâlnit cu Profetul. Surse neverificate, aparținâd tradiției orale, arată că relația apropiată dintre Abu Dharrr Al-Ghifaari și Profet împreună cu capacitatea sa de a renunța la bunurile lumești l-au recomandat drept model de cucernicie pentru sufiți.